# In Your Eyes (Kylie-Minogue-Lied)
In Your Eyes ist ein Lied der australischen Sängerin Kylie Minogue aus ihrem achten Studioalbum Fever (2001) und war die zweite Singleauskoppelung des Albums. Das Lied wurde von Kylie Minogue, Richard Stannard, Julian Gallagher und Ash Howes geschrieben und wurde von Richard Stannard und Julian Gallagher produziert. Das Lied wurde am 21. Januar 2002 veröffentlicht.

## Komposition
In Your Eyes ist ein Dance-Pop-Song, der einige Nu-Disco und Europop-Einflüsse enthält. Die Akkordfolge in der Strophe ist F#m–D–D–C#–Bm. Im Refrain wird die Folge F#m–Bm–C# verwendet. Die Akkordfolge wiederholt sich in jeder Strophe.

## Erfolg
Das Lied wurde im Allgemeinen positiv von den Musikkritikern bewertet, wobei viele die Komposition und Produktion lobten. Das Lied war insgesamt erfolgreich in den Charts und erreichte die Top 10 in Ländern wie Australien (wo es Platz eins erreichte), Irland, Finnland, Italien, Spanien, Schweiz, Dänemark und Großbritannien. Es wurde auch ein Dance-Club-Hit in Großbritannien und erreichte Platz sieben in den Club Charts.
Chartplatzierungen
| ChartsChartplatzierungen     | Höchstplatzierung | Wochen |
| ---------------------------- | ----------------- | ------ |
| Australien (ARIA)            | 1 (9 Wo.)         | 9      |
| Deutschland (GfK)            | 18 (9 Wo.)        | 9      |
| Österreich (Ö3)              | 22 (11 Wo.)       | 11     |
| Schweiz (IFPI)               | 8 (27 Wo.)        | 27     |
| Vereinigtes Königreich (OCC) | 3 (23 Wo.)        | 23     |

Auszeichnungen für Musikverkäufe

| Land/Region                  | Auszeichnungen für Musikverkäufe (Land/Region, Auszeichnung, Verkäufe) | Verkäufe |
| ---------------------------- | ---------------------------------------------------------------------- | -------- |
| Australien (ARIA)            | Gold                                                                   | 35.000   |
| Vereinigtes Königreich (BPI) | Silber                                                                 | 200.000  |
| Insgesamt                    | 1× Silber · 1× Gold ·                                                  | 235.000  |

Hauptartikel: Kylie Minogue/Auszeichnungen für Musikverkäufe